# Avra Theodoropoulou
Avra Theodoropoulou, född 1880, död 1963, var en grekisk pianist, musiklärare och kvinnorättsaktivist. Hon grundade Syndesmos gia ta Dikaiomata tis Gynaikas och var dess ordförande från dess grundande 1920 till 1957.